# デヴィド・V・リード
デヴィド・V・リード（David Vern Reed、1924年 - 1989年）は、アメリカ合衆国の作家。本名、デイビッド・レヴァイン(David Levine)。
デイビッド・ヴァーン(David Vern)、アレキサンダー・ブレイド(Alexander Blade)、クレイグ・エリス(Craig Ellis)、クライド・ウッドラフ(Clyde Woodruff)、ピーター・ホーン(Peter Horn)など、多くの別ペンネーム、ハウスネーム（複数作家の共有ペンネーム）で多くの作品を執筆している。
1950年代にDCコミックスの「スーパーマン」や「バットマン」のスクリプトを手がけ、「バットマン」第61号で専用飛行機バットプレーン(Batplane)を初登場させ、「バットマン」第59号(1950)で射撃の名手であるヴィランデッドショット(Deadshot)を初登場させた。

## 日本語訳された作品
- 『宇宙殺人』（Murder in Space、川村哲郎訳、久保書店QTブックス） 1967